# Trancault
Trancault ist eine französische Gemeinde mit 181 Einwohnern (Stand: 1. Januar 2022) im Département Aube in der Region Grand Est. Sie gehört zum Kanton Saint-Lyé und zum Arrondissement Nogent-sur-Seine. 
Sie ist umgeben von folgenden Nachbargemeinden:
| Traînel              | Soligny-les-Étangs                          | Charmoy                              |
| La Louptière-Thénard | Kompassrose, die auf Nachbargemeinden zeigt | Bourdenay                            |
| Perceneige           | Saint-Maurice-aux-Riches-Hommes             | Marcilly-le-Hayer, Bercenay-le-Hayer |

## Bevölkerungsentwicklung
| Jahr                      | 1962 | 1968 | 1975 | 1982 | 1990 | 1999 | 2008 | 2016 |
| ------------------------- | ---- | ---- | ---- | ---- | ---- | ---- | ---- | ---- |
| Einwohner                 | 193  | 159  | 190  | 149  | 165  | 144  | 206  | 184  |
| Quelle: Cassini und INSEE |      |      |      |      |      |      |      |      |

## Sehenswürdigkeiten
- Kirche Saint-Pierre
- Kapelle Saint-Èpvre

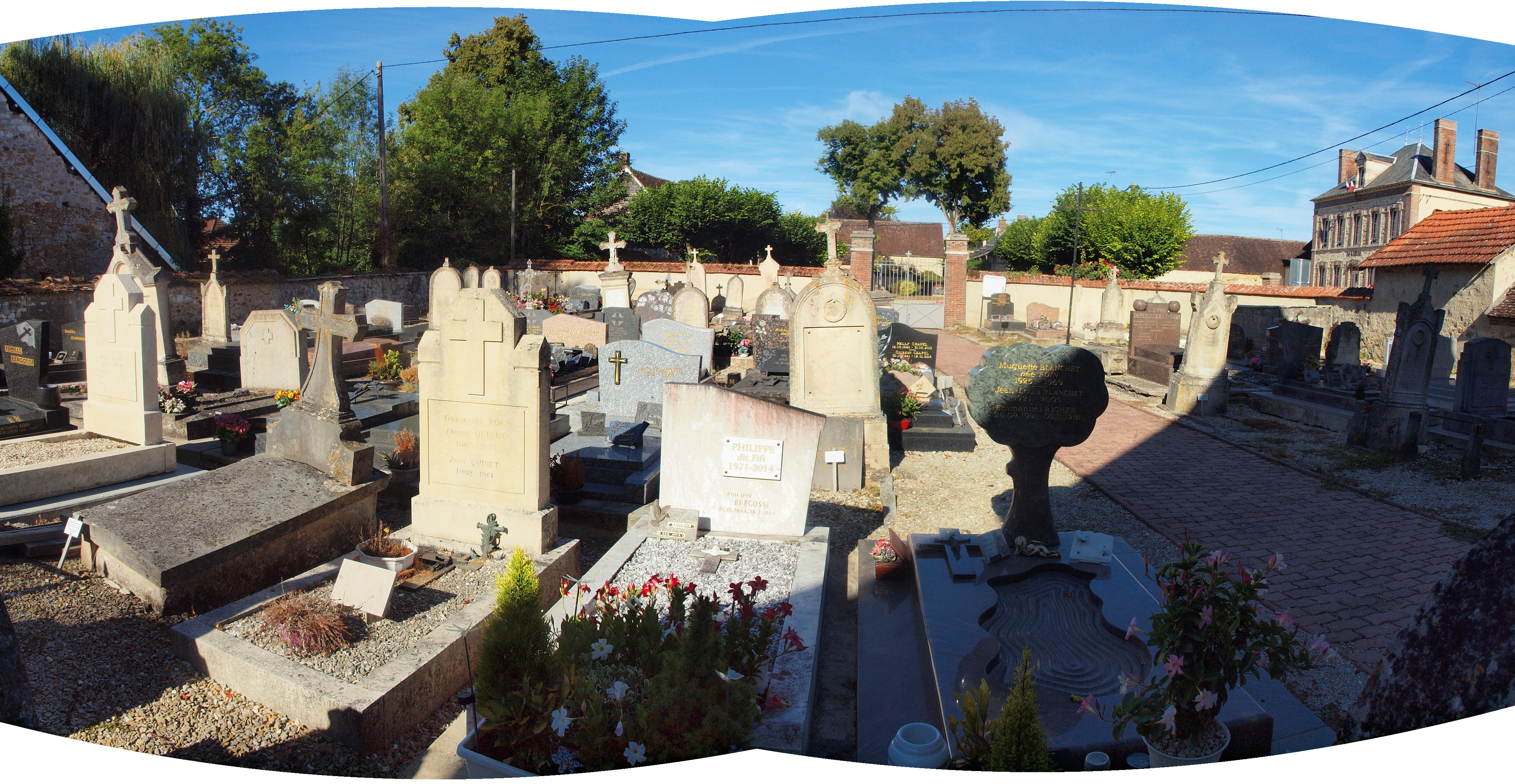
Friedhof
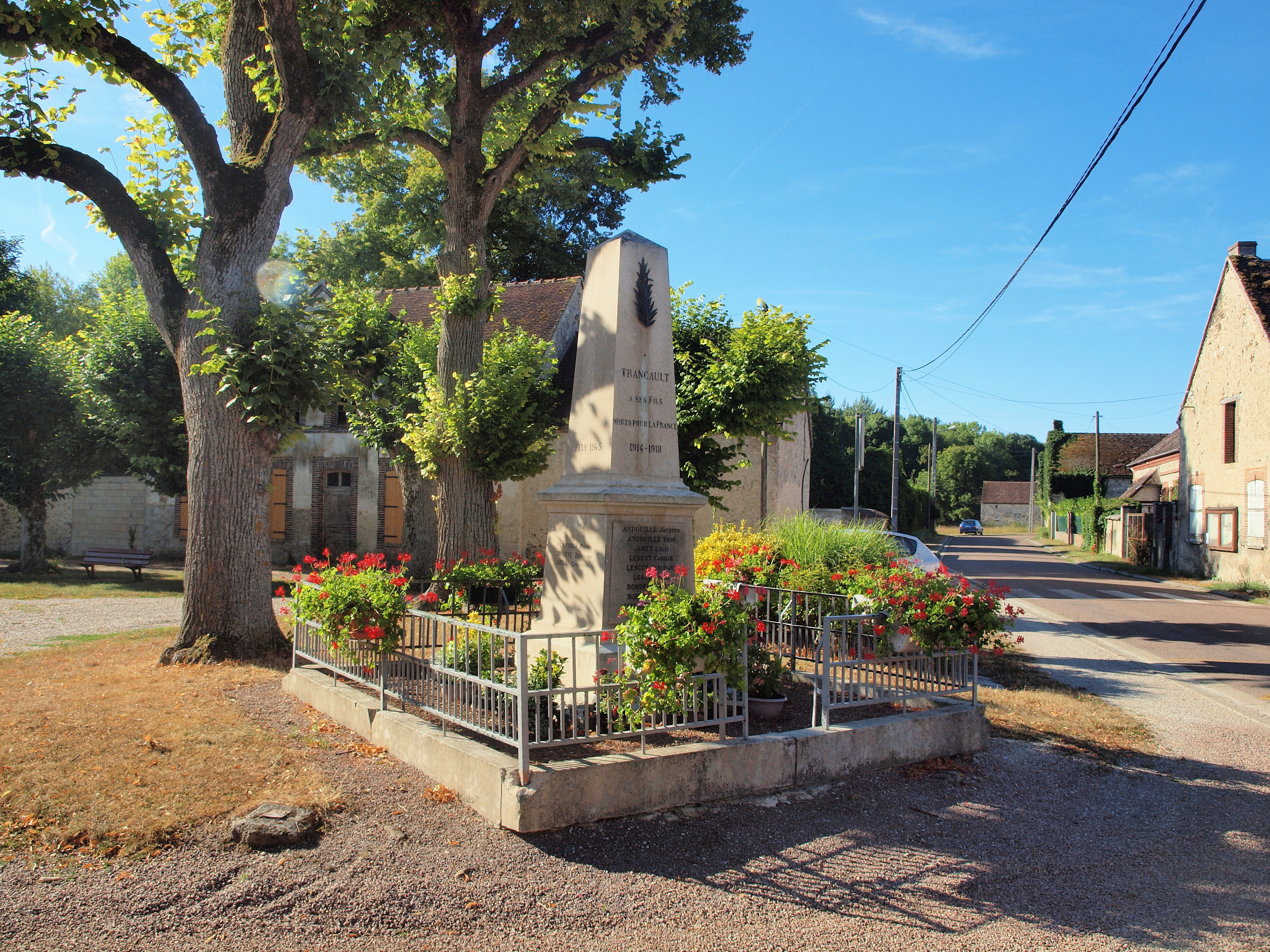
Kriegerdenkmal